# Jean Brûlart
Jean Brûlart, ou Brulart, né en 1466 et mort à Paris le 20 novembre 1519, est un officier français.

## Biographie
Jean Brûlart est le fils aîné de Pierre Ier Brûlart (1422-1483), trésorier de France, conseiller, notaire royal et principal secrétaire des rois Louis XI et Charles VIII et de son épouse Denise Dourdin (morte en 1466), fille unique de Jacques Dourdin, tapissier et valet de chambre du roi. Il a une sœur, Geneviève. Du second mariage de son père avec Catherine de Livres, il a deux demi-frères cités en 1480, Pierre et Geoffroy, ainsi qu'une demi-sœur, Marie. 

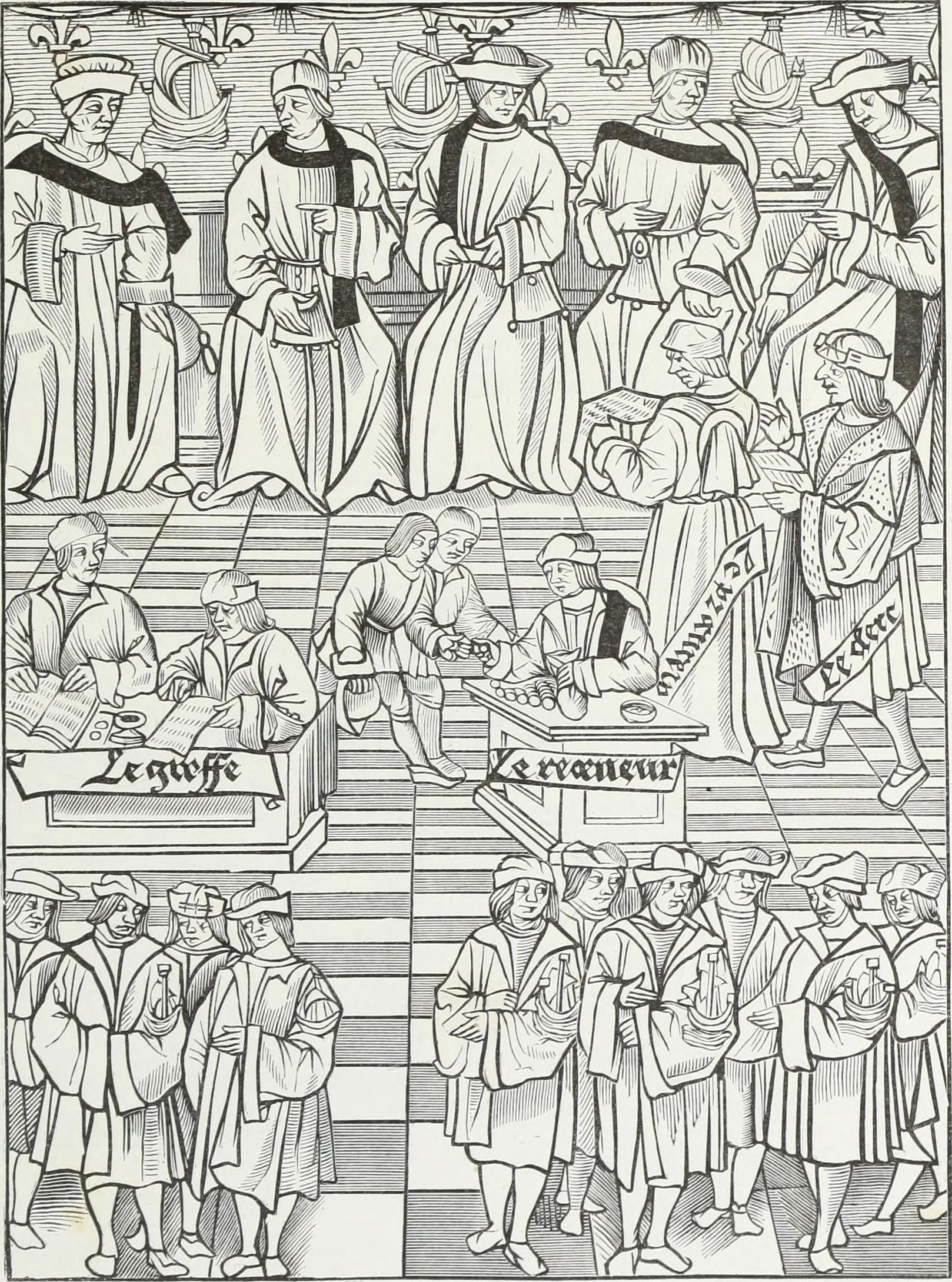
Assemblée de la prévôté des marchands de Paris. Fac-similé d'une gravure sur bois des Ordonnances royaux de la juridiction de la Prévosté des marchands et eschevinage de la ville de Paris, 1528.

Après 1483, il épouse en premières noces Jeanne Jayer (morte en 1505), avec laquelle il aura :
- Pierre II Brûlart (1484-1541), seigneur de Berny, conseiller du roi au Parlement, président aux requêtes, époux d'Ambroise Reynault (Regnault) de Montmort ;
- Jacques Brûlart (1485), écuyer, seigneur et baron de Héez et d'Aignets, en Artois conseiller au Parlement[Notes 1], époux d'Isabelle (alias Antoinette) Le Picart ;
- Noël Brûlart de La Borde (1486-1557), chevalier, seigneur de La Borde[Notes 2],[2], Crosne et Chapet, conseiller du roi, procureur général au Parlement, garde de la Prévôté de Paris[Notes 3], époux d'Isabeau Bourdin ;
- Nicolas Brûlart (1487-1561), baron de Héez, seigneur et baron d'Aignets, curé de Garenne, chantre et chanoine de la collégiale Saint-Honoré à Paris. Selon le père Anselme il fut religieux à l'abbaye de Saint-Denis ;
- Geoffroi Brûlart (né en 1488), député et intendant pour la Justice en Champagne, époux de Marguerite de Livre(s), fille de Jean seigneur de Sancy (ou Seurre) ;
- Catherine Brûlart (1488-XVIe siècle), épouse Louis de Longueil, seigneur d'Évry et de Jeureuille, conseiller au Parlement de Paris ;
- Jacqueline Brûlart (alias Catherine) (1490-après le 13 mars 1562), religieuse au prieuré Saint-Louis de Poissy et/ou à l'abbaye de Chelles.

Le 5 juin 1479, son père l'émancipe. Il lui succède à la charge de secrétaire du roi Charles VIII qu'il exerce encore en 1495.
Seigneur de Héez et Courtieux-en-Aignets, baron d'Aignets Artois, il est reçu le 23 juin 1502 comme conseiller au parlement de Paris et est élu en 1514 prévôt des marchands de Paris jusqu'en 1516.

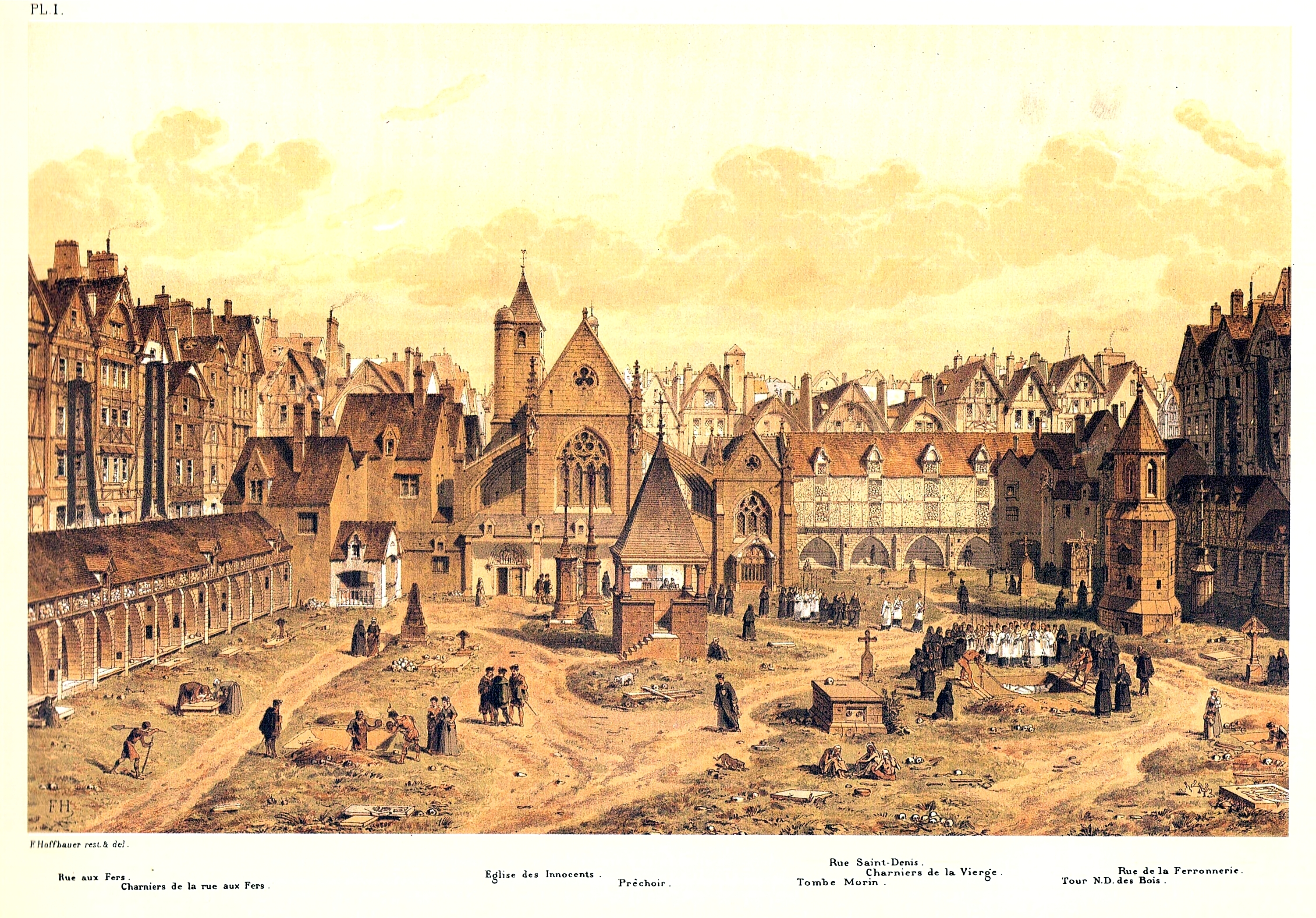
Cimetière des Saint-Innocents à Paris.

De son second mariage avec Guillemette Allegrain, fille d'un conseiller au Parlement, il n'aura pas d'enfant, tout comme avec Jeanne Alligret qu'il épouse après son nouveau veuvage, fille de Jean Alligret, lieutenant civil au Châtelet.
Il meurt le 20 novembre 1519 à Paris et sera inhumé avec sa première épouse au cimetière des Saints-Innocents.